# Mugguru Forest, Kanakapura
Mugguru Forest là một làng thuộc tehsil Kanakapura, huyện Ramanagara, bang Karnataka, Ấn Độ.